# Anaspis olympiae
Anaspis olympiae är en skalbaggsart som beskrevs av Hatch 1965. Anaspis olympiae ingår i släktet Anaspis och familjen ristbaggar. Inga underarter finns listade i Catalogue of Life.